# Hofkammer des Hauses Württemberg
Die Hofkammer des Hauses Württemberg ist ein privatrechtliches Wirtschaftsunternehmen mit Sitz in Friedrichshafen im Bodenseekreis in Baden-Württemberg. Sie ist im Besitz des Hauses Württemberg, juristischer Eigentümer der Hofkammer ist Wilhelm Herzog von Württemberg. Der Unternehmenssitz befand sich zwei Jahrzehnte lang im Schloss Altshausen, der ehemaligen Residenz des Landkomturs der Deutschordensballei Schwaben-Elsass-Burgund. Seit 1965 befindet er sich im Schloss Friedrichshafen. Das Unternehmen lässt sich in die drei Tätigkeitsfelder Forstwirtschaft, Liegenschaftsverwaltung und Weinbau gliedern.

## Geschichte
Vorgänger der Hofkammer war die 1649/1677 begründete Hofdomänenkammer, der eine wichtige Stellung im württembergischen Staatsaufbau und in der Organisation des Hofes zukam. 1910 wurde die Hofdomänenkammer in „Hofkammer“ umbenannt. Sie verblieb nach dem Thronverzicht von König Wilhelm II. bei der Regentenfamilie und ging 1921 nach dem Tod des letzten württembergischen Königs an Albrecht Herzog von Württemberg über, den ältesten männlichen Angehörigen der katholischen Linie des Hauses Württemberg. Die Hofkammer wurde von 1919 bis 1933 als „Rentkammer des Hauses Württemberg“ benannt. Bis 1928 stand ihr Alfred Schenk Graf von Stauffenberg, der Vater des Hitler-Attentäters vom 20. Juli 1944, als Präsident vor. Philipp Albrecht Herzog von Württemberg übernahm 1939 das nunmehr wieder als Hofkammer bezeichnete Wirtschaftsunternehmen und leitete es bis zu seinem Tod 1975. Nach der Zerstörung des Geschäftsgebäudes in der Jägerstraße bei einem Bombenangriff im Jahr 1944 in Stuttgart wurde die Hofkammer nach Altshausen verlegt. Im Jahr 1965 erfolgte ein Umzug in das wiederaufgebaute Schloss Friedrichshafen, welches ebenfalls im Zweiten Weltkrieg durch Bombenangriffe zerstört worden war.
Seit dem Tod von Carl Herzog von Württemberg im Juni 2022 wird das Unternehmen von der Direktion geleitet, dieser gehören Michael Herzog von Württemberg und Hofkammerpräsident Henrik M. Lingenhölin an. Bereits 2020 zog sich Carl Herzog von Württemberg aus dem Tagesgeschäft zurück.
Das Unternehmen hat 100 Mitarbeiter.

## Tätigkeitsfelder
In der Verwaltung der Hofkammer stehen rund 5500 Hektar Wald, 2000 Hektar Wiesen und Äcker, 50 Hektar Rebgärten, etwa 700 Grundstücke im In- und Ausland, Wälder in Kanada, Österreich und Spanien sowie Unternehmensbeteiligungen. Außerdem wird der Unterhalt von 70 Kulturdenkmalen des Hauses Württemberg sichergestellt, darunter Schloss Friedrichshafen, Schloss Monrepos und Schloss Altshausen.

### Weinbau
Im Jahre 1289 lässt sich erstmals der Weinbau im Hause Württemberg urkundlich nachweisen. Bereits 1649 trennten die Herzöge von Württemberg ihr privates Vermögen vom Staatsbesitz und ließen das Privatvermögen von einer eigenen Behörde verwalten. Herzog Eberhard III. errichtete in diesem Jahr die Kammerschreiberei, einen Vorläufer der heutigen Hofkammer. Eine eigene Kellerei für die Weinberge der Kammerschreiberei wurde 1677 eingerichtet. In den folgenden Jahrhunderten wurden umfangreiche Ankäufe von Weinbergen in der Region Stuttgart getätigt. Von 1807 bis 1810 erfolgte der Umzug der Kellerei von Untertürkheim in das Alte Schloss nach Stuttgart. Anfang der 1980er Jahre verlegte man das Weingut in ein neu errichtetes Gebäude auf dem Gelände der Domäne Monrepos bei Ludwigsburg. 1967 wurde mit dem Bau des Schlosshotels Monrepos in unmittelbarer Nähe des Seeschlosses Monrepos bei Ludwigsburg begonnen. Eine Erweiterung des Hotels folgte 1975. Seit 1993 wird auf einer Teilfläche der Schlossdomäne ein Neun-Loch-Golfplatz betrieben. Die dazugehörigen zwei Getreidespeicher wurden zu Bürogebäuden umgebaut. 2003 wurde das Weingut des Hauses Württemberg Hofkammerkellerei in Weingut Herzog von Württemberg umbenannt.
Das Weingut ist Mitglied im Verband Deutscher Prädikatsweingüter (VDP). Es bewirtschaftet eine Fläche von 40,5 Hektar. Produziert werden Weißwein, Rotwein, Sekt, Secco und Brände. Die Hauptlagen des Weinbaus sind der Untertürkheimer Mönchberg, Stettener Brotwasser, Mundelsheimer Käsberg, Maulbronner Eilfingerberg, Hohenhaslacher Kirchberg, Gündelbacher Steinbachhof und Wachtkopf. Rund 17 Hektar werden für Rotwein und 23 Hektar für den Anbau von Weißwein verwendet. Im Weingut befindet sich eine modern eingerichtete Vinothek.

### Forstwirtschaft
Der Forstbetrieb bewirtschaftet eine Waldfläche von 5000 Hektar mit 70%igem Nadelholzbestand. Die Zentrale befindet sich in Altshausen im Landkreis Ravensburg. Im Jahr 1821 veranlasste König Wilhelm I. von Württemberg die Einrichtung einer eigenen Verwaltung für den Waldbesitz der königlichen Familie. Mit dieser Entscheidung machte er zugleich deutlich, dass Forstverwaltung nicht ein Monopol des Staates sein muss.
Der jährliche Holzeinschlag liegt bei rund 50.000 Festmetern. 85 % des Nadelholzes ist Stammholz. 17 % des Holzeinschlages werden als Nadelindustrieholz verwendet. Beim Laubholz handelt es sich um Buchen- und Eichenholz, das in Wertholzqualität auf den Markt kommt. Das Nadelholz wird an örtliche Sägewerke in Oberschwaben und im Allgäu verkauft, teilweise auch auf dem nahen italienischen, österreichischen und schweizerischen Markt abgesetzt. Das klassische Abnehmerland für das Laubholz, in diesem Falle Fasseichenholz, ist Frankreich. Das Holz wird im Rückebetrieb von eigenen und fremden Unternehmern aufbereitet. Die Hofkammer betreut auch fremden privaten oder kommunalen Waldbesitz, organisiert Holzeinschläge, Holzverkauf und Waldpflege und führt Waldtauschprojekte durch.
Auch Reh- und Schwarzwild werden von der Forstverwaltung zum Verkauf angeboten.

### Liegenschaftsverwaltung

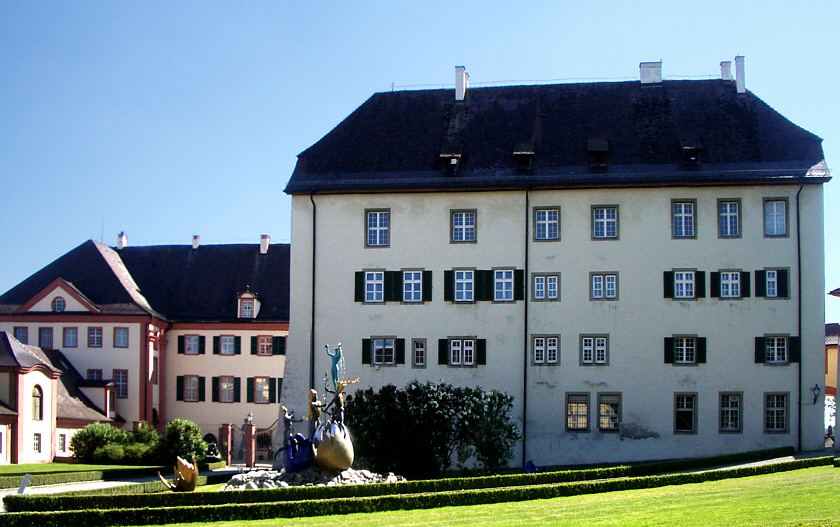
Ehemalige Hauptverwaltung der Hofkammer in Schloss Altshausen

Das Unternehmen bewirtschaftet etwa 70 eigene zum Teil denkmalgeschützte Liegenschaften. 1992 wurde für die Projektierung und Abwicklung von eigenen und fremden Bauvorhaben die Hofkammer Projektentwicklung GmbH (HKPE) gegründet. Ein weiteres Tätigkeitsfeld ist der Wohnungsbau, Industrie- und Gewerbebau, Sanierungen, Baulanderschließung und Projektsteuerung von der Planung bis zur Schlüsselübergabe. Der Sitz der Verwaltung der Liegenschaften, die in der Gesellschaft Hofkammer Grundstücksgesellschaft GmbH + Co KG firmiert und der HKPE Hofkammer Projektentwicklung GmbH ist Monrepos 9 / 71634 Ludwigsburg. Ebenfalls ist dort die HKEG Hofkammer Erbbaugrundstücksgesellschaft mbH + Co KG, die Erbbaurechtsgrundstücke verwaltet, sowie weitere Gesellschaften.

## Logo
Das Logo ist aus dem Stammwappen des Hauses Württemberg abgeleitet: In einer goldenen Ellipse befinden sich drei liegende schwarze Hirschstangen übereinander. Diese Hirschstangen sind aus dem ersten bekannten Siegelabdruck von Graf Konrad aus dem Jahr 1228 überliefert. Über der Ellipse ist die Königskrone angebracht.